# Nœud (physique)
Pour les articles homonymes, voir Nœud.

Une onde stationnaire. Les points rouges sont les nœuds de l'onde.

Un nœud est un point le long d'une onde stationnaire où l'onde a une amplitude minimale. Par exemple, dans une corde de guitare vibrante, les extrémités de la corde sont des nœuds. En modifiant la position du nœud terminal par le biais des frettes, le guitariste modifie la longueur effective de la corde vibrante et donc la note jouée. L'opposé d'un nœud est un « ventre », un point où l'amplitude de l'onde stationnaire est maximale. Ces points se trouvent à mi-chemin entre les nœuds.

## Explication

Modèle d'interférence de deux ondes (de haut en bas). Le point représente le nœud.

Les ondes stationnaires apparaissent lorsque deux trains d'ondes sinusoïdales de même fréquence se déplacent dans des directions opposées dans le même espace et interfèrent l'un avec l'autre. Elles se produisent lorsque les ondes sont réfléchies à une limite, comme les ondes sonores réfléchies par un mur ou les ondes électromagnétiques réfléchies par l'extrémité d'une ligne de transmission, et en particulier lorsque les ondes sont confinées dans un résonateur à la résonance, rebondissant entre deux limites, comme dans un tuyau d'orgue ou une corde de guitare.
Dans une onde stationnaire, les nœuds sont une série d'endroits à intervalles égaux où l'amplitude de l'onde (le mouvement) est nulle (voir l'animation ci-dessus). À ces points, les deux ondes s'additionnent avec une phase opposée et s'annulent l'une l'autre. Ils se produisent à des intervalles d'une demi-longueur d'onde (λ/2). À mi-chemin entre chaque paire de nœuds se trouvent des endroits où l'amplitude est maximale. On les appelle les ventres. À ces endroits, les deux ondes s'additionnent avec la même phase et se renforcent mutuellement.
Dans les cas où les deux trains d'ondes opposés n'ont pas la même amplitude, ils ne s'annulent pas parfaitement, de sorte que l'amplitude de l'onde stationnaire aux nœuds n'est pas nulle, mais simplement minimale. Cela se produit lorsque la réflexion à la frontière est imparfaite. Cela se traduit par un rapport d'ondes stationnaires (ROS) fini, c'est-à-dire le rapport entre l'amplitude de l'onde au ventre et l'amplitude au nœud.
En cas de résonance d'une surface ou d'une membrane bidimensionnelle, telle qu'une peau de tambour ou une plaque métallique vibrante, les nœuds deviennent des lignes nodales, des lignes sur la surface où la surface est immobile, divisant la surface en régions séparées vibrant avec une phase opposée. Ces lignes peuvent être rendues visibles en saupoudrant du sable sur la surface, et les motifs complexes de lignes qui en résultent sont appelés figures de Chladni.
Dans les lignes de transmission, un nœud de tension électrique est un ventre de courant, et un ventre de tension est un nœud de courant.
Les nœuds sont les points de déplacement nul, et non les points d'intersection de deux ondes constitutives.

## Conditions aux limites
L'emplacement des nœuds par rapport à la frontière qui réfléchit les ondes dépend des conditions d'extrémité ou conditions aux limites. Bien qu'il existe de nombreux types de conditions d'extrémité, les extrémités des résonateurs sont généralement de l'un des deux types qui provoquent une réflexion totale :
- Limite fixe : des exemples de ce type de limite sont le point d'attache d'une corde de guitare, l'extrémité fermée d'un tuyau ouvert comme un tuyau d'orgue ou un tube d'instruments de la famille des bois, la périphérie d'une peau de tambour, une ligne de transmission dont l'extrémité est court-circuitée, ou les miroirs aux extrémités d'une cavité laser. Dans ce type, l'amplitude de l'onde est forcée à zéro à la frontière, il y a donc un nœud à la frontière et les autres nœuds se trouvent à des multiples d'une demi-longueur d'onde de celle-ci:0,  λ/2,  λ,  3λ/2,  2λ, ..., n.λ/2
- Limite libre : les exemples de ce type sont un orgue ou un tuyau d'instrument à vent à extrémité ouverte, les extrémités des barres de résonance vibrantes d'un xylophone, d'un glockenspiel ou d'un diapason, les extrémités d'une antenne radioélectrique, ou une ligne de transmission à l'extrémité ouverte. Dans ce type d'onde, la dérivée (pente) de l'amplitude de l'onde (dans les ondes sonores, la pression, dans les ondes électromagnétiques, le courant) est forcée de s'annuler à la frontière. Il y a donc un maximum d'amplitude (ventre) à la frontière, le premier nœud se trouve à un quart de longueur d'onde de l'extrémité, et les autres nœuds se trouvent à des intervalles d'une demi-longueur d'onde à partir de là : λ/4,  3λ/4,  5λ/4,  7λ/4, ..., (2n+1).λ/4

## Exemples

### Son
Une onde sonore consiste en une alternance de cycles de compression et de dilatation du support de l'onde. Pendant la compression, les molécules du milieu sont forcées de se rapprocher, ce qui entraîne une augmentation de la pression et de la densité. Lors de l'expansion, les molécules sont écartées, ce qui entraîne une diminution de la pression et de la densité.
Le nombre de nœuds sur une longueur donnée est directement proportionnel à la fréquence de l'onde.
Occasionnellement, sur une guitare, un violon ou un autre instrument à cordes, les nœuds sont utilisés pour créer des harmoniques. Lorsque le doigt est placé sur la corde à un certain endroit, mais ne pousse pas la corde jusqu'au manche, un troisième nœud est créé (en plus du chevalet et du sillet) et un harmonique est émis. Lors d'un jeu normal, lorsque les frettes sont utilisées, les harmoniques sont toujours présents, bien qu'elles soient plus faibles. Avec la méthode du nœud artificiel, l'harmonique est plus fort et la fondamentale est plus faible. Si le doigt est placé au milieu de la corde, on entend le premier harmonique, qui est une octave au-dessus de la note fondamentale qui serait jouée si l'harmonique n'avait pas été joué. Lorsque deux nœuds supplémentaires divisent la corde en tierces, on obtient une octave et une quinte juste (douzième). Lorsque trois nœuds supplémentaires divisent la corde en quarts, cela crée une octave double. Lorsque quatre nœuds supplémentaires divisent la corde en quintes, on obtient une octave double et une tierce majeure (17e). L'octave, la tierce majeure et la quinte juste sont les trois notes présentes dans un accord parfait majeur.
Le son caractéristique qui permet à l'auditeur d'identifier un instrument particulier est en grande partie dû à l'ampleur relative des harmoniques créés par l'instrument.

### Ondes en deux ou trois dimensions

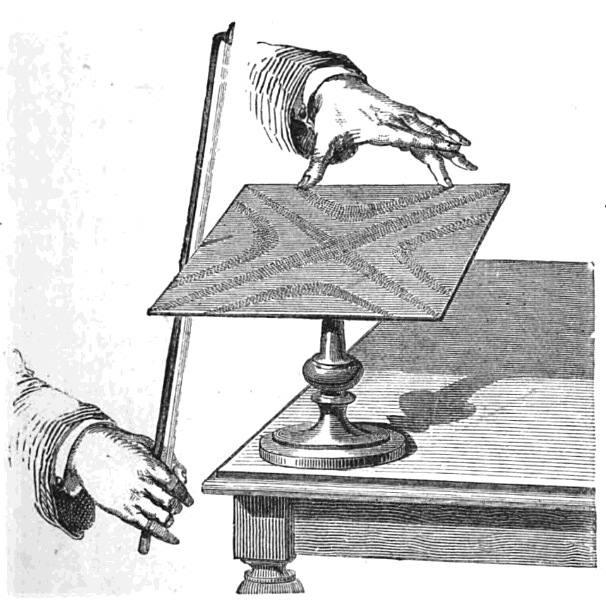
Le sable met en évidence les nœuds sur une plaque de Chladni.

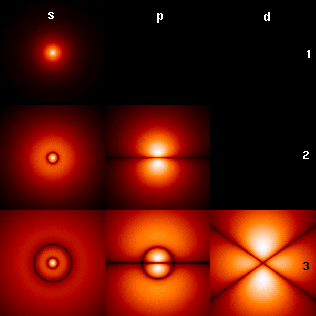
Nœuds radiaux et angulaires sur les fonctions d'onde de l'hydrogène.

Dans les ondes stationnaires bidimensionnelles, les nœuds sont des courbes (souvent des lignes droites ou des cercles lorsqu'ils sont affichés sur des géométries simples). Par exemple, le sable s'accumule le long des nœuds d'une plaque d'Ernst Chladni vibrante pour indiquer les régions où la plaque ne se déplace pas.
En chimie, les ondes de la mécanique quantique, ou orbitales, sont utilisées pour décrire les propriétés ondulatoires des électrons. Beaucoup de ces ondes quantiques ont également des nœuds et des ventres. Le nombre et la position de ces nœuds et ventres sont à l'origine de nombreuses propriétés d'un atome ou d'une liaison covalente. Les orbitales atomiques sont classées en fonction du nombre de nœuds radiaux et angulaires. Pour l'atome d'hydrogène, un nœud radial est une sphère qui apparaît lorsque la fonction d'onde d'une orbitale atomique est égale à zéro, tandis que le nœud angulaire est un plan plat.
Un nœud radial pour l'atome d'hydrogène est une sphère qui se produit lorsque la fonction d'onde d'une orbitale atomique est égale à zéro, tandis que le nœud angulaire est un plan plat .
Les orbitales moléculaires sont classées en fonction de leur caractère de liaison. Les orbitales moléculaires avec un ventre entre les noyaux sont très stables et sont connues sous le nom d'« orbitales de liaison » qui renforcent la liaison. En revanche, les orbitales moléculaires avec un nœud entre les noyaux ne sont pas stables en raison de la répulsion électrostatique et sont appelées « orbitales antiliantes », qui affaiblissent la liaison. Un autre concept de mécanique quantique est celui de la particule dans une boîte où le nombre de nœuds de la fonction d'onde peut aider à déterminer l'état d'énergie quantique— zéro nœud correspond à l'état fondamental, un nœud correspond au premier état excité, etc. En général , « Si l'on range les états propres dans l'ordre des énergies croissantes, {\displaystyle \epsilon _{1},\epsilon _{2},\epsilon _{3},...}, les fonctions propres tombent également dans l'ordre du nombre croissant de nœuds ; la n-ième fonction propre  a n-1 nœuds, entre chacun desquels les fonctions propres suivantes ont au moins un noeud. »